# Leopoldine Glöckel

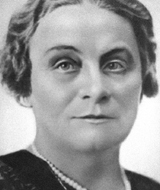
Leopoldine Glöckel (Bezirksmuseum Meidling)

Leopoldine Glöckel, geborene von Pfaffinger (* 12. November 1871 in Gaudenzdorf, heute Wien; † 21. Mai 1937 ebenda) war eine österreichische sozialdemokratische Politikerin. Sie war seit 1897 die Ehefrau des Schulreformers Otto Glöckel.

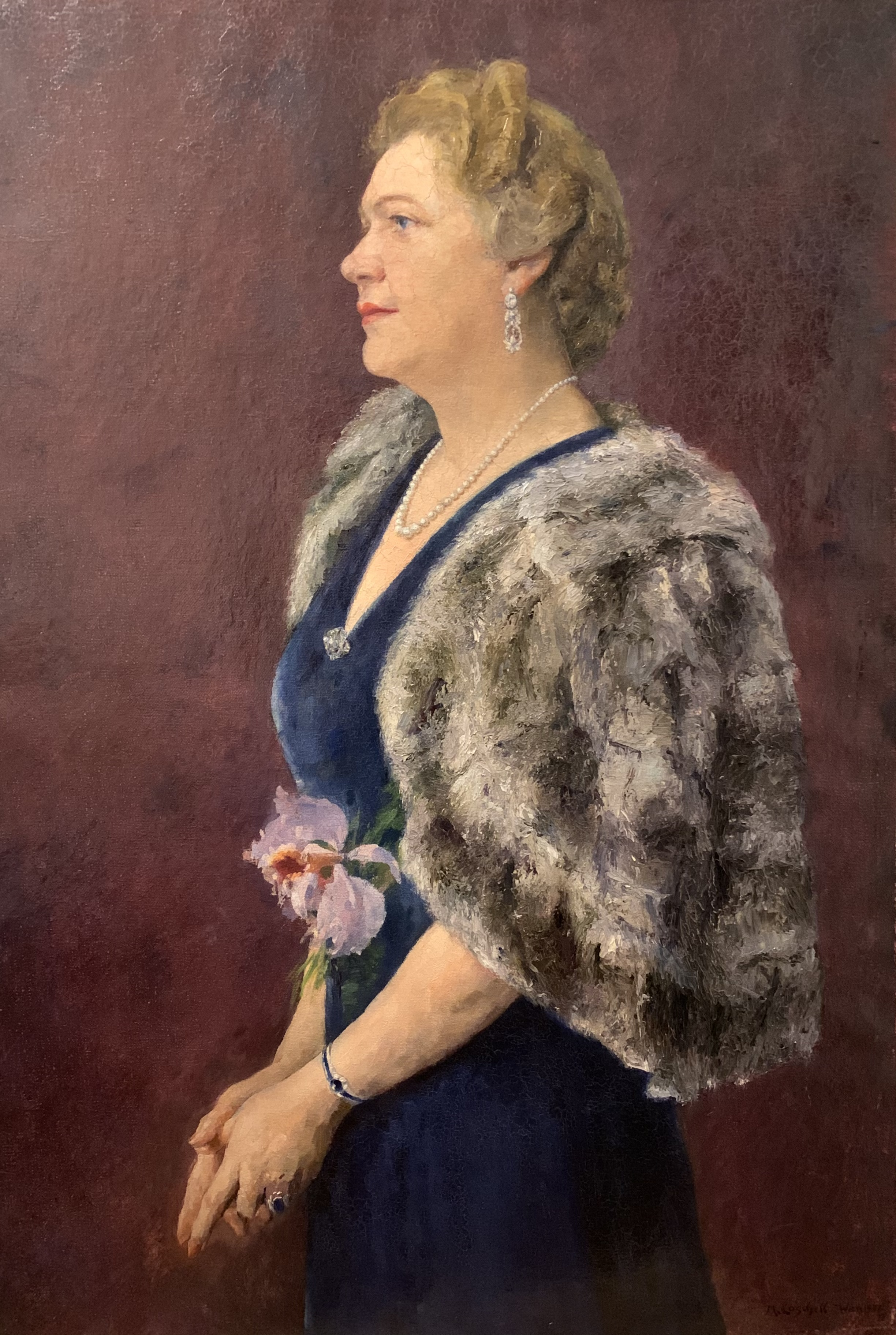
Porträt Leopoldine Glöckel, 1937 Wien, Moritz Coschell

## Leben
Als Tochter des Direktors der Telephon- und Telegraphenverwaltung Wien, Josef von Pfaffinger, wuchs Leopoldine in wohlhabenden Verhältnissen bei ihren Großeltern auf, da die Mutter gestorben war. Sie erhielt eine gute Ausbildung mit Privatunterricht nach der obligaten achtklassigen Volksschule und besuchte anschließend die Lehrerinnenbildungsanstalt. Als Handarbeits- und Berufsschullehrerin war sie von 1893 bis 1934 tätig.
Leopoldine Glöckel engagierte sich schon früh als Frauenrechtlerin im Allgemeinen Österreichischen Frauenverein von Rosa Mayreder und vermied es daher längere Zeit, sich dezidiert der Sozialdemokratischen Partei anzuschließen, da sie hier in einer überparteilichen Vereinigung zunächst mehr Chancen für Reformen zu erkennen glaubte. Dennoch hatte sie unter Bürgermeister Karl Lueger beruflich mit Schwierigkeiten zu kämpfen.
Danach trat sie aber doch der Partei bei und betätigte sich im Frauenzentralkomitee der Sozialdemokratischen Partei. Im Wiener Gemeindebezirk Meidling, in dem sie mit ihrem Mann wohnte, leitete sie die Frauenorganisation Meidling. Von 1919 bis 1934 saß sie als Vertreterin ihres Bezirkes im Wiener Gemeinderat und war Abgeordnete des Wiener Landtages. Außerdem war sie Vizepräsidentin des Fürsorgevereins Societas. Sie zählte zu den Gründungsmitgliedern des Bezirksmuseums Meidling.
In der Folge der Februarereignisse wurde Leopoldine Glöckel vom 12. Februar bis 30. März 1934 inhaftiert.
Nach dem Tod ihres Ehemannes lebte sie bis zu ihrem Tod „vollkommen zurückgezogen“.

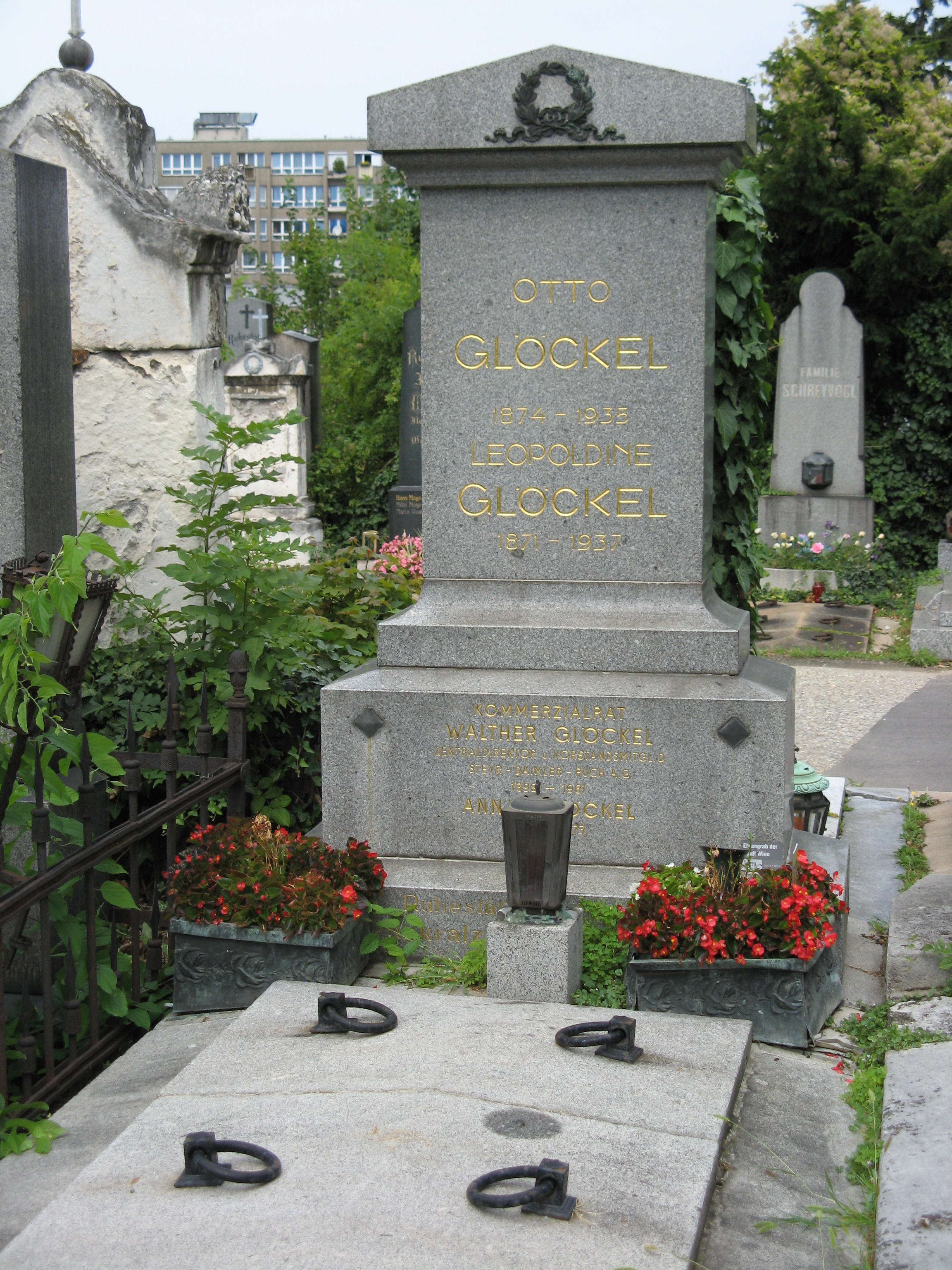
Grab auf dem Meidlinger Friedhof

Sie wurde im ehrenhalber gewidmeten Grab ihres Mannes auf dem Meidlinger Friedhof beigesetzt. 1949 benannte man die städtische Wohnhausanlage Leopoldine-Glöckel-Hof nach ihr. 2006 wurde auch der Leopoldine-Glöckel-Weg in Wien-Meidling nach der Bezirkspolitikerin benannt.

## Bedeutung
Leopoldine Glöckels Bedeutung liegt vor allem in ihrem Engagement für die Frauenbewegung in Österreich. Als begabte Rednerin war sie noch in den 1890er Jahren im sozialdemokratischen Lese- und Diskutierklub Libertas tätig. Sie zählte auch zu den führenden Persönlichkeiten des Stimmrechtskomitees, der sich für die rechtliche Gleichstellung der Frauen einsetzte.
Als Lehrerin, die schon früh mit dem späteren Wiener Bürgermeister und Lehrer Karl Seitz in Berührung kam, sowie durch ihren Mann Otto Glöckel, hatte sie vor allem in der Ersten Republik besonderes Interesse an schulpolitischen Themen. Sie unterstützte Otto Glöckel und dessen Schulreform durch fachwissenschaftliche Artikel.
Leopoldine Glöckel setzte sich für die Errichtung einer Hausgehilfinnenschule ein und leitete diese auch nach ihrer Gründung. Außerdem war sie für die sozialdemokratische Zeitschrift Die Frau tätig.